# Фёдоров, Михаил Михайлович (юрист)
Михаил Михайлович Фёдоров (21 ноября 1920, Черкех, I Жохсогонский наслег, Таттинский улус — 13 мая 2007, Якутск) — советский и российский учёный-правовед, доктор юридических наук, профессор, Почетный член Академии наук Республики Саха (Якутия).
Специалист по истории становления и развития советской государственности в Якутии, а также по проблемам становления советских автономных образований в Сибири. Автор более 260 научных трудов.

## Биография
Родился 21 ноября 1920 года в селе Черкёх 1-го Жохсогонского наслега Таттинского улуса Якутского уезда Якутской губернии, РСФСР.

### Образование
В 1954 году окончил Всесоюзный юридический заочный институт (ныне Московский государственный юридический университет), в 1961 году окончил Высшую партийную школу при ЦК КПСС (ВПШ).
4 марта 1968 года в Институте государства и права АН СССР защитил кандидатскую диссертацию на тему «Развитие Советской государственности в Якутии (1918−1937 гг.)» под руководством Виктора Коток, став первым из якутов, получивших ученую степень кандидата юридических наук. В 1980 году в Московском государственном университете защитил докторскую диссертацию на тему «Правовые положения народов Восточной Сибири (XVII − начало XIX вв.)».

### Деятельность
В 1940—1942 годах работал помощником прокурора Амгинского района Якутской АССР. В июне 1942 года был призван в РККА и принял участие в Великой Отечественной войне. С августа 1942 по январь 1943 года учился в Уральском военно-политическом училище в Свердловске, после чего был политруком роты 5-й ударной армии на Южном фронте. С ноября 1943 по март 1944 года участвовал в боях в должности комсорга 3-го стрелкового батальона, 487-го стрелкового полка 143-й Конотопско-Коростеньской Краснознаменной стрелковой дивизии. В январе 1944 года был принят в члены ВКП(б). В 1946 году был уволен в запас.
Вернулся и работал инструктором Якутского центрального Совета Осоавиахима. Затем с начала 1947 года, был помощником прокурора Намского района, в 1951—1954 годах — прокурором Усть-Алданского, а в 1954—1957 годах — Алданского районов Якутской АССР. С 1958 по 1961 год работал инструктором Административного отдела Якутского обкома КПСС, затем учился в Москве в ВПШ при ЦК КПСС. С 1961 по 1969 год работал прокурором Якутской АССР. Затем находился на научной и педагогической деятельности: в 1969—1975 годах был старшим научным сотрудником и заведующим сектора истории Института языка, литературы и истории Якутского филиала Сибирского отделения Академии наук СССР (ИЯЛИ ЯФ СО АН СССР); с 1975 года работал старшим преподавателем, доцентом, заведующим кафедры Якутского государственного университета (ныне Северо-Восточный федеральный университет).
В университете Михаил Михайлович Фёдоров вёл учебные дисциплины «Советское право», «Советское государственное право», «Римское право». «Теория государства и права», «Право и государственность Республики Саха (Якутия)», «История правового положения инородцев Якутии и государственности Республики Саха (Якутия)». Он внёс большой вклад в становление юридического образования в Якутии, став организатором юридического образования в республике. В 1988 году университет получил согласие Минвуза РСФСР на открытие юридического отделения.
Занимался также общественной деятельностью: в 1961—1970 годах пять раз избирался членом Якутского Обкома, два раза депутатом Верховного Совета Якутской АССР.
Был женат на Дарье Ниловне Васильевой, вместе они воспитали троих детей: сыновей Владимира и Михаила, а также дочь Ольгу.
Умер в Якутске 13 мая 2007 года.
В Якутске Михаилу Михайловичу Фёдорову открыта памятная доска.

## Награды
- Орден Красной Звезды
- Орден Отечественной войны I степени
- Несколько медалей
- «Заслуженный юрист Республики Саха (Якутия)» (1991), получил первым
- «Заслуженный деятель науки Республики Саха (Якутия)»
- Почётный гражданина Республики Саха (Якутия)
- Почетный гражданин Таттинского улуса
- Почётный гражданин Алданского улуса
- Почётный гражданин города Якутска[7]